# Lugnacco
Lugnacco – miejscowość i gmina we Włoszech, w regionie Piemont, w prowincji Turyn.
Według danych na rok 2004 gminę zamieszkiwało 338 osób, 84,5 os./km².